# ВК Вашаш
ВК Вашаш (мађ. Vasas SC) је мађарски ватерполо клуб из Будимпеште. Због спонзорских разлога тренутно носи назив ТЕВА-Вашаш. Тренутно се такмичи у Првој лиги Мађарске.
Основан је 1945. као ватерполо секција у оквиру истоименог спортског друштва. Боје клуба су црвена и плава.
Са 18 титула у националном првенству, 15 трофеја Купа Мађарске и 2 Суперкупа спада у најтрофејније мађарске ватерполо клубове. Вашаш је имао успеха и у међународним такмичењима, јер је два пута освојио Куп европских шампиона, три пута Куп победника купова и једном Суперкуп Европе.

## Успеси

### Национални
- Прва лига Мађарске:

Првак (18): 1947, 1949, 1953, 1975, 1976, 1977, 1979, 1980, 1981, 1983, 1983, 1984, 1989, 2007, 2008, 2009, 2010, 2012.
Друго место (18): 1945, 1950, 1951, 1952, 1985, 1990, 1992, 1994, 1995, 1996, 1997, 1998, 2002, 2003, 2004, 2005, 2006, 2011.
- Куп Мађарске:

Освајач (15): 1947, 1961, 1971, 1981, 1983, 1984, 1992, 1994, 1996, 1998, 2001, 2002, 2004, 2005, 2009.
Финалиста (11): 1948, 1949, 1975, 1986, 1993, 1995, 1997, 2000, 2003, 2007, 2009.
- Суперкуп Мађарске:

Освајач (2): 2001, 2006.

### Међународни
- Лига шампиона (Куп шампиона/Евролига):

Освајач (2): 1980, 1985.
Финалиста (1): 1976.
- Суперкуп Европе:

Освајач (1): 1985.
Финалиста (3): 1986, 1995, 2002.
- Куп победника купова:

Освајач (3): 1986, 1995, 2002.

## Име
Клуб се зависно од спонзора звао:
- 1945–1949: Вашаш
- 1950–1956: Бп. Вашаш
- 1957–1991: Вашаш
- 1991–2002: Вашаш-Плакет
- 2002–2004: Вашаш-Плакет-Евролизинг
- 2004–29. септембар 2010: ТЕВА-ВашашПлакет
- 29. септембар 2010–25. август 2012: ТЕВА-Вашаш-УНИКА
- 25. август 2012–: ТЕВА-Вашаш